# ایمازاپیک
ایمازاپیک (به انگلیسی: Imazapic) با فرمول شیمیایی C۱۴H۱۷N۳O۳ یک ترکیب شیمیایی با شناسه پاب‌کم ۹۱۷۷۰ است؛ که جرم مولی آن ۲۷۵٫۳۰۳ g/mol می‌باشد.